# 실험분류학
실험분류학은 종래의 정적인 분류학에서 벗어나 분류학의 새로운 측면에 중점을 둔 학문이다.
예전의 고전적인 식물 분류학은 모든 생물종이 하나님이 창조하여 생겼다고 하는 창세기적인 생각에 기초를 두고 있었다. 따라서, 식물의 모든 종도 창조된 이래 변하지 않고 오늘에 이르렀다는 전제하에, 식물 종의 특징을 기술하여 이름을 짓는 것을 분류학의 최대 목표로 삼았다. 더욱이, 각 종과 종 사이의 유연 관계를 밝히는 것은 오로지 종교적인 입장에서 신의 계획을 알아보려는 것일 뿐 별다른 의미를 두지 않았다. 그 후 19세기에 진화설이 확립되면서 종은 창조에 의해 생긴 불변의 것이 아니고, 오랜 지구의 역사 속에서 환경에 적응하면서 조금씩 모습을 바꿔 오늘에 이르렀다는 생각이 정착하게 되었다.
이러한 입장에서 볼 때, 종과 종의 유연 관계는 진화 과정에서 자손의 일부가 환경 변화 등에 의해서 새로운 형질로 변화되는 과정인 종분화 과정을 나타내는 것이다. 즉, 진화 역사에서 비교적 가까운 과거에 공통 조상으로부터 분화된 종끼리는 유연이 가깝고, 반대로 먼 옛날에 분화된 종끼리는 유연 관계가 멀어지게 된다. 그러므로 식물 분류학에서는 이러한 유연 관계를 조사하여 식물의 진화 과정을 밝히는 것이 중요한 목표가 되었으며, 계통 분류학은 바로 이러한 생각에 기초를 둔 것이다. 그리고 그 유연 관계를 조사하는 방법도 단순히 표본의 형태만을 비교하는 것이 아니라, 교배의 가능성 여부, 잡종자손의 생식 능력 정도, 단백질이나 색소·정유(精油)·알칼로이드 등의 성분 비교, 염색체수나 핵형 비교 등 종합적인 유연 관계를 판단하게 되었다. 즉, 새로운 분류학은 종래의 형태 비교에 의한 종 구별에서 벗어나 실험 종합 과학으로서의 성격을 지니게 되었다.
이와 같이 분류학을 보는 입장이 달라진 기본적인 이유는 '종' 그 자체에 대한 생각이 바뀌었기 때문이다. 그러므로 고전적 분류학에서는 하나의 개체를 자세히 조사하여 정밀하게 기재해 놓으면, 그 특징은 같은 종의 모든 개체를 대표할 것이라고 생각하였다.
그런데 진화론적 입장에서는 한 종은 시대와 더불어 변화하며 또 그 생육 환경의 차이에 따라서 변화하여, 드디어는 새로운 종이나 변종으로 분화해가므로, 여기서 중요시되는 것은 변화를 계속해 갈 개체 집단(개체군)이다. 앞에시 설명한 실험적·종합적인 비교 연구도 바로 이러한 현실적인 집단을 기초로 할 때에만 비로소 진화의 구조(즉, 한 종이 나누어지거나 새로운 종이 생기는 과정)를 밝힐 수 있을 것이다. 이러한 생각을 바탕으로 종래 하나의 '종'으로 치던 식물이 각기 다른 생육 환경 아래에서 어떠한 차이를 나타내는가, 또한 그 차이가 유지되어가는 방법은 무엇인가 하는 문제가 중요한 연구대상으로 대두되었다.
실험 분류학은 이와 같이 실제로 존재하는 개체군을 기초로 하여 그 개체군이 밟아온 역사적 변화를 알아내는 한편, 그 결과로써 현재 각지에 분포되어 있는 식물군 사이의 유연 관계를 밝히려는 학문이다.